# Quinta da Revolta

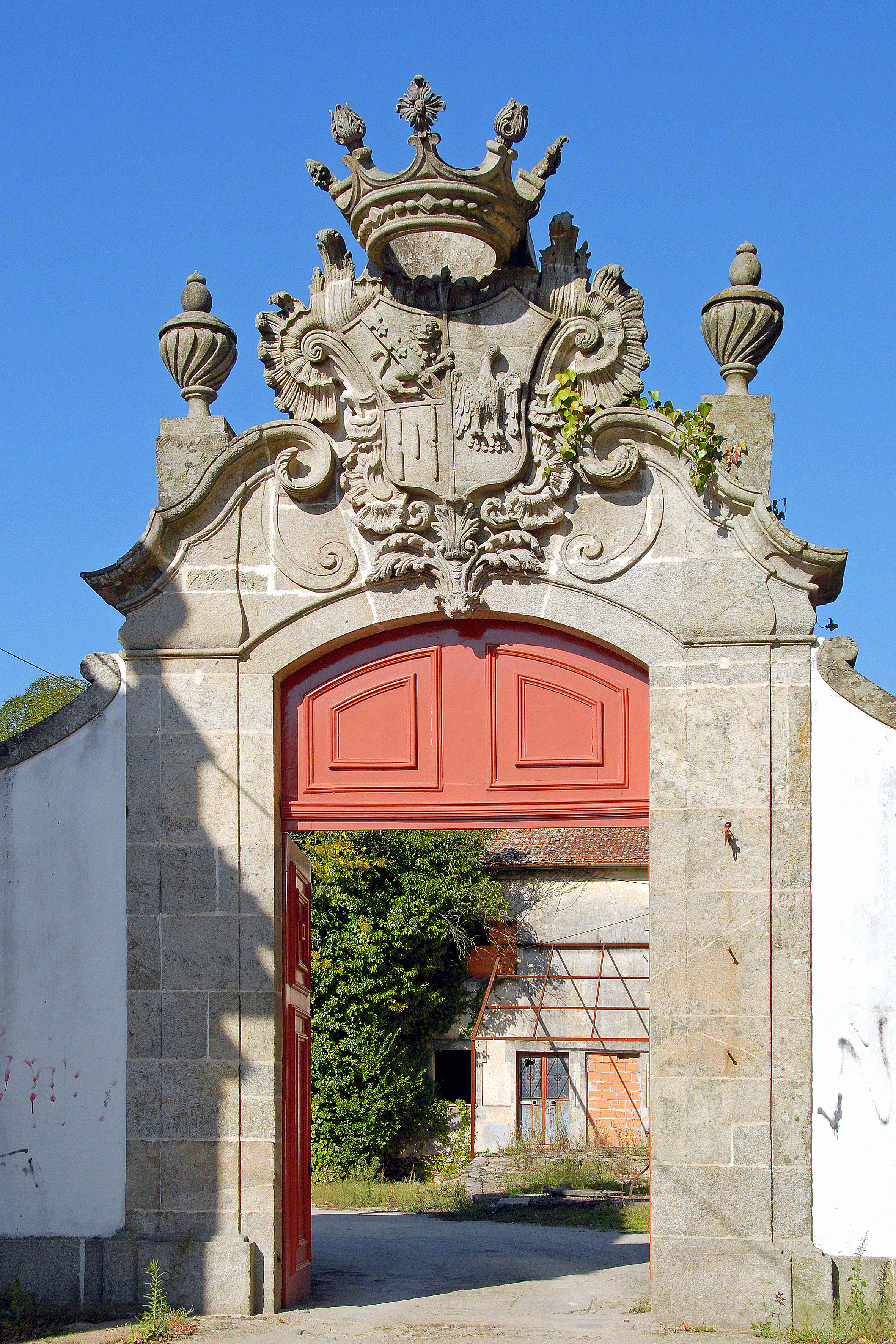
Portal brasonado.

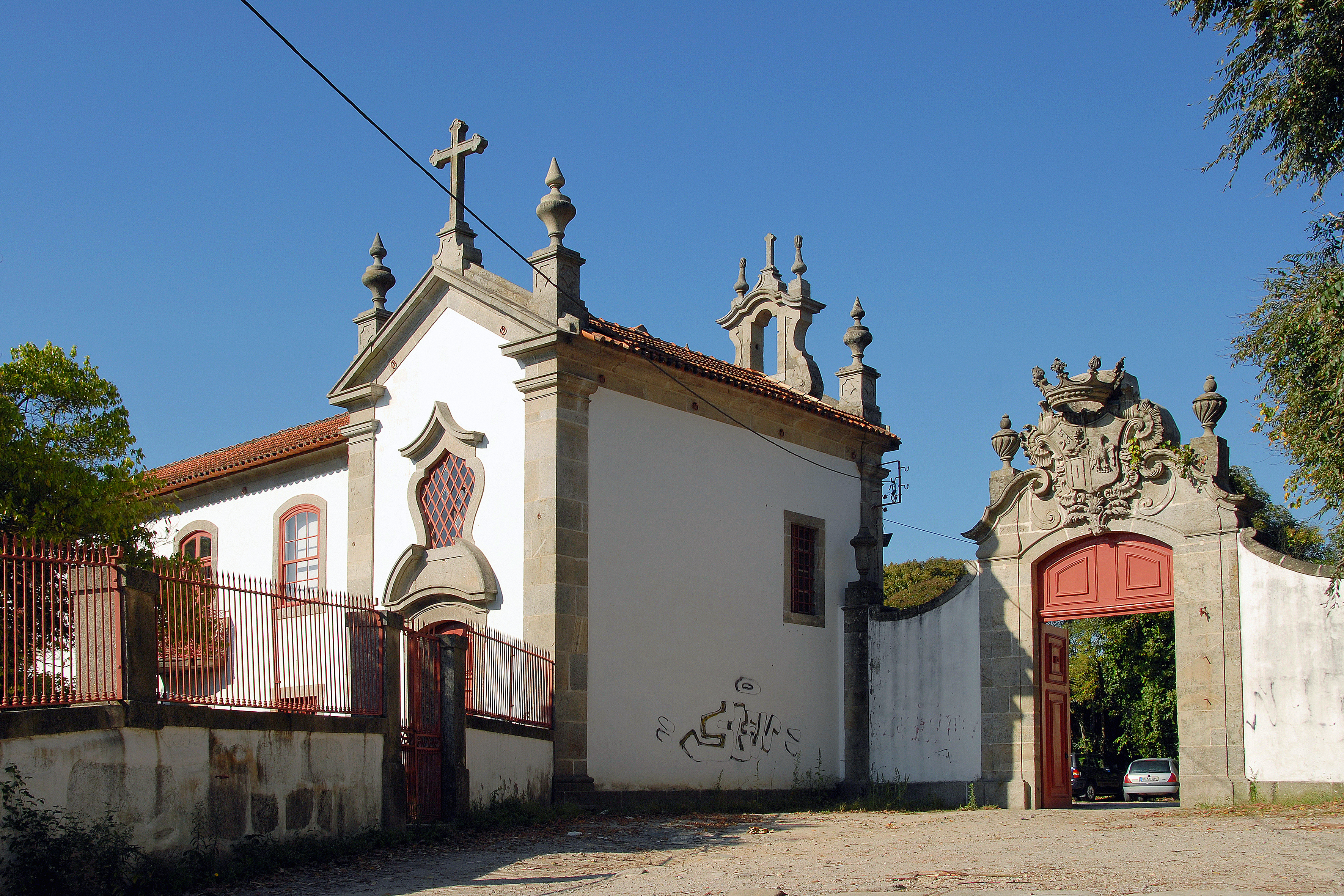
Capela.

A Quinta da Revolta ou Horto do Freixo é uma quinta localizada em Campanhã, na cidade do Porto, em Portugal.
Sobranceira ao rio Tinto que corre através das suas terras, na zona do Freixo, a Quinta da Revolta foi construída entre os séculos XVII e XVIII e deve o seu curioso nome a uma eventual revolta ocorrida ali por perto naquela época.
A Quinta, como muitas outras na zona, era a casa de veraneio de uma das grandes famílias do Porto, os Viscondes de Balsemão, donos de um magnífico  palácio no centro da cidade. Em 1851, os viscondes aforaram a propriedade ao irmão, José Alvo Pinto de Sousa Coutinho de Balsemão, para mais tarde a venderem ao capitalista portuense José Duarte de Oliveira. Por sua vez, em 1918, foi comprada por Alfredo Moreira da Silva, horticultor, em cuja família permanece ainda hoje.
A casa da quinta é de dois pisos, planta em "L", envolvida por jardins de buxo e com a capela pegada à casa. O acesso ao pátio da quinta é feito por um portão encimado pela pedra de armas dos Viscondes de Balsemão (Alvo, Brandão e Azevedo, com coroa de visconde). A casa é simples, modesta, embora de grandes dimensões. Na capela, consagrada a Nossa Senhora da Conceição, destacam-se os elementos azulejares do interior.
Hoje funciona na propriedade o Horto do Freixo, que mantém a tradição e a memória do ilustre horticultor que comprou a propriedade. É dos melhores hortos da cidade, um nome a ter em conta para quem se interesse por jardinagem. Mas, segundo notícias vindas a público, a criação do Parque Oriental da Cidade, no vale dos rios Tinto e Torto, irá integrar a Quinta da Revolta, como estalagem privada integrada na nova zona verde. Mas tais ideias encontram-se ainda, neste momento, no papel.